# معادلة لابلاس

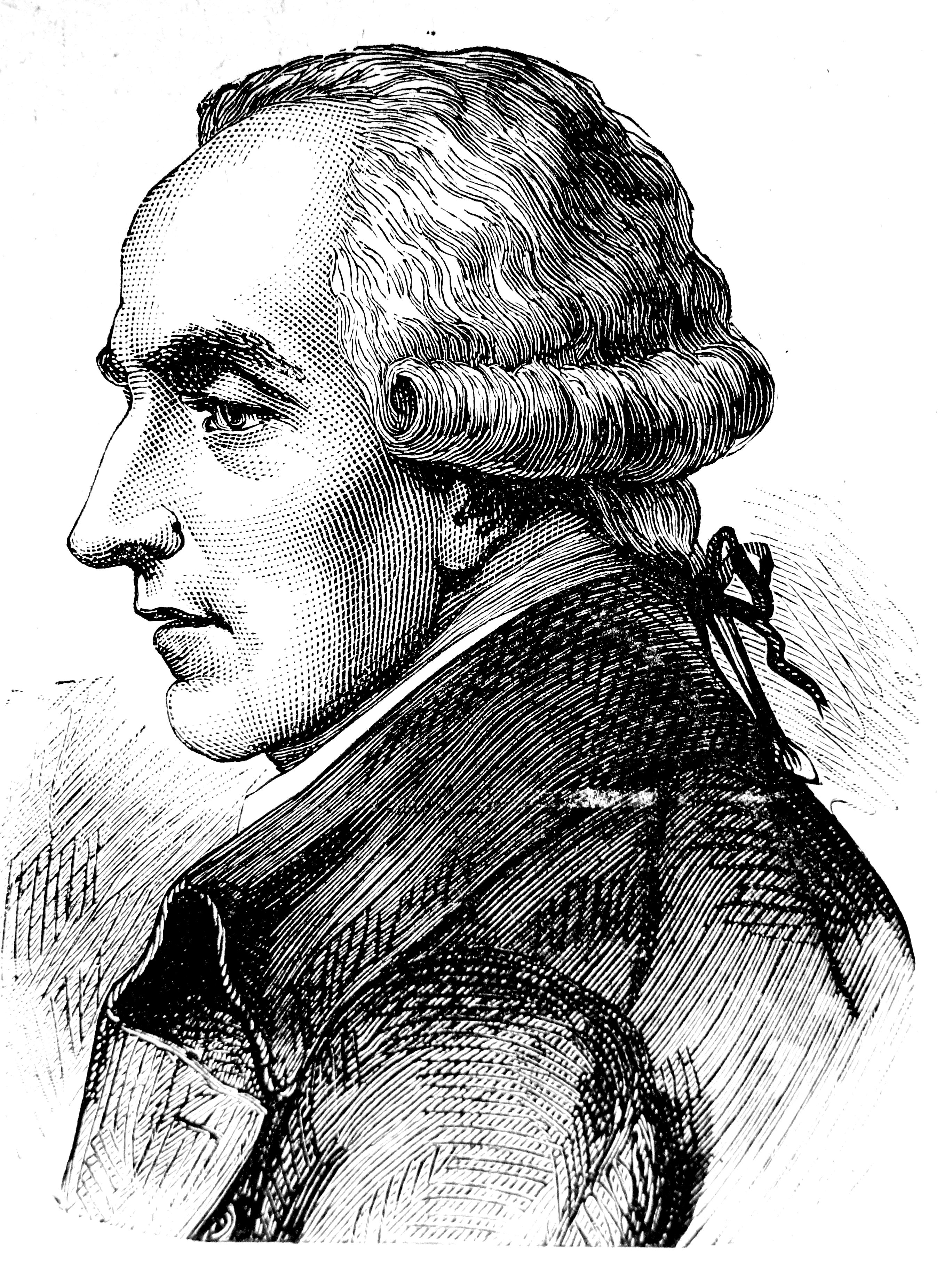

معادلة لابلاس(بالإنجليزية: Laplace's equation)‏ معادلة تفاضلية جزئية من الدرجة الثانية سميت عرفانا للرياضياتي الفرنسي بيير لابلاس الذي يعد أول من درس خواص هذه المعادلة والتي تأخذ الشكل التالي.
{\displaystyle \Delta \varphi =0} أو {\displaystyle \nabla ^{2}\varphi =0}
حيث {\displaystyle \Delta } تكافئ {\displaystyle \nabla ^{2}} وهي رمز مؤثر لابلاس (لابلاسي) فيما {\displaystyle \varphi } تمثل أي دالة رياضية سلمية. وتعد معادلة لابلاس أبسط المعادلات التفاضلية الجزئية من الدرجة الثانية كما أنها تعد كذلك حالة خاصة من معادلة هلمهولتز (عندما {\displaystyle k=0}). وكذلك تعد حالة خاصة من معادلة بواسون (عندما {\displaystyle f=0}). وأي دالة تمثل حلا لمعادلة لابلاس تدعى دالة متوافقة. ظهر أول استعمال لها في الميكانيكا التقليدية ثم تطور استعمالها ووجدت تطبيقات لها في علم الفلك والكهرباء الساكنة وميكانيكا الموائع ومعادلة الحرارة والانتشار والحركة البراونية وكذلك ميكانيكا الكم.

## التعريف
في الأبعاد الثلاثية، وبافتراض أن {\displaystyle \scriptstyle f}, دالة بمتغيرات حقيقية x, y, z فإن معادلة تكون على الشكل التالي:
في الإحداثيات الديكارتية
{\displaystyle \Delta f={\partial ^{2}f \over \partial x^{2}}+{\partial ^{2}f \over \partial y^{2}}+{\partial ^{2}f \over \partial z^{2}}=0.}
في الإحداثيات الإسطوانية,
{\displaystyle \Delta f={1 \over r}{\partial  \over \partial r}\left(r{\partial f \over \partial r}\right)+{1 \over r^{2}}{\partial ^{2}f \over \partial \phi ^{2}}+{\partial ^{2}f \over \partial z^{2}}=0}
في الإحداثيات الكروية,
{\displaystyle \Delta f={1 \over \rho ^{2}}{\partial  \over \partial \rho }\!\left(\rho ^{2}{\partial f \over \partial \rho }\right)\!+\!{1 \over \rho ^{2}\!\sin \theta }{\partial  \over \partial \theta }\!\left(\sin \theta {\partial f \over \partial \theta }\right)\!+\!{1 \over \rho ^{2}\!\sin ^{2}\theta }{\partial ^{2}f \over \partial \varphi ^{2}}=0.}
وتكتب حسب الآتي
{\displaystyle \nabla ^{2}\varphi =0\,}
أو خاصة في سياق أعم:
{\displaystyle \Delta \varphi =0,\,}
حيث ∆ = ∇² هما مؤثر لابلاس أو «لابلاسي»
{\displaystyle \Delta \varphi =\nabla ^{2}\varphi =\nabla \cdot \nabla \varphi =\operatorname {div} \;\operatorname {grad} \,\varphi ,}
حيث ∇ ⋅ = div هي التباعد، و∇ = grad يمثل التدرج.
أما إذا كان الطرف الأيمن للمعادلة يحتوي على الدالة f(x, y, z), فإن المعادلة تكتب على الشكل التالي
{\displaystyle \Delta \varphi =f\,}
وهذه هي «معادلة بواسون».